# Пшибернувко
Пшибернувко (пол. Przybiernówko, нім. Deutsch Pribbernow) — село в Польщі, у гміні Грифиці Ґрифицького повіту Західнопоморського воєводства.
Населення — 436 осіб (2011).
У 1975-1998 роках село належало до Щецинського воєводства.

## Демографія
Демографічна структура станом на 31 березня 2011 року:
|          | Загалом | Допрацездатний вік | Працездатний вік | Постпрацездатний вік |
| -------- | ------- | ------------------ | ---------------- | -------------------- |
| Чоловіки | 215     | 52                 | 152              | 11                   |
| Жінки    | 221     | 46                 | 133              | 42                   |
| Разом    | 436     | 98                 | 285              | 53                   |